# Charles Testyler
Pour les articles homonymes, voir Testyler.
Charles Testyler (né le 14 juin 1927 à Sosnowiec, en Pologne et mort le 22 juin 2018 à Paris) est un français d'origine polonaise, survivant de la Shoah. Avec son épouse, Arlette Testyler, il devient un témoin de la Shoah.

## Biographie
Charles Testyler, est né le 14 juin 1927 à Sosnowiec, en Pologne. Il est le fils de Abram Nachman Testyler et de Bina Wajs. Abraham Nachman Testyler est né en 1898 à Sławków, en Pologne, et est mort en 1943 à Auschwitz. Bina Wajs est née le 7 juin 1897 à Dabrowa Gornicza en Pologne et est morte en 1943 à Auschwitz. Il a deux frères, Leon Testyler et Joseph Ber Testyler et une sœur, Fajgla Testyler. Leon Testyler est né le 3 mars 1922 à Sosnowiec en Pologne et est mort le 23 février 1991 à Holon en Israël. Joseph Ber Testyler est né le 11 novembre 1924 à Sosnowiec en Pologne et est mort le 12 avril 2012 à Tel-Aviv en Israël. Fajgla Testyler est née le 17 octobre 1936 à Sławków en Pologne et est morte en 1943 à Auschwitz.

### Après la guerre
De sa famille il ne reste en 1945 que ses deux frères.
Il épouse Arlette Reiman en 1952. Son frère Joseph Testyler épouse la sœur d'Arlette Reiman.

### Mort
Charles Testyler est mort le 22 juin 2018 à Paris à l'âge de 91 ans. Il est enterré le 25 juin 2018 au cimetière parisien de Bagneux.

## Œuvre
- Arlette Testyler & Charles Testyler, Les Enfants aussi !. Préface de Tatiana de Rosnay. Grandvilliers : Delattre, 2010, 256 p.  (ISBN 978-2-915907-86-5)